# .aq
.aq – krajowa domena internetowa najwyższego poziomu przypisana dla stron internetowych organizacji związanych z Antarktydą, jest aktywna od 1992 roku i administrowana przez 2Day Internet Limited, która mieści się w Nowej Zelandii.